# Kamui Huci Corona
Kamui Huci Corona est une corona, formation géologique en forme de couronne, située sur la planète Vénus par -63,5° S et 322,5° E. Elle est localisée dans le quadrangle de Mylitta Fluctus. Elle a été nommée en référence à Kamui Huci, Ainu (Japon) déesse de la terre. 

## Géographie et géologie
Kamui Huci Corona couvre une surface circulaire d'environ 300 km de diamètre. 